# Pietro Bryan Nabhan
Pietro Bryan Nabhan Dias (n. 21 august 2008, Campo Grande, Mato Grosso do Sul, Brazilia) este un lider studențesc, instrumentist, puști de marketing brazilian și elev de liceu care, în decembrie 2024, la vârsta de 16 ani, a atras atenția pentru că a primit scrisori din partea familiei regale britanice ca răspuns la expresiile sale de empatie.
Numele său a fost tipărit în cele mai mari ziare de știri din Brazilia.
Născut în august 2008, Pietro este student la Escola Estadual Rui Barbosa din Campo Grande, unde servește ca președinte al consiliului studențesc (Grêmio Estudantil). Are un interes puternic pentru științe sociale, istorie, sociologie și politică. Aspirațiile sale de carieră includ studiul dreptului sau al științelor politice și urmărirea unui viitor în marina braziliană.

## Corespondență cu familia regală
În decembrie 2024, Pietro a scris scrisori familiei regale britanice, exprimându-și solidaritatea cu Prințesa de Wales, Kate Middleton și cu regele Carol al III-lea, recunoscând provocările de sănătate cu care se confruntau la acea vreme. La 6 februarie 2025, el a primit un răspuns scris de mână de la șeful corespondenței regale în numele prințului și al prințesei de Wales, William și Kate, exprimându-și recunoștința pentru cuvintele sale gânditoare. Ulterior, la 19 februarie 2025, Pietro a primit o scrisoare personală de la Regele Carol al III-lea, prin care îi mulțumește pentru mesajul său și îi transmitea urări călduroase.
Pe lângă rolul său în consiliul studenților, Pietro este și vicepreședintele Instituto Gerando Líderes, o organizație axată pe dezvoltarea.
Pietro locuiește în Campo Grande, Mato Grosso do Sul, Brazilia.